# Iazvînkî, Nemîriv
Iazvînkî (în ucraineană Язвинки) este localitatea de reședință a comunei Iazvînkî din raionul Nemîriv, regiunea Vinnița, Ucraina.

## Demografie
Componența lingvistică a localității Iazvînkî
     Ucraineană (94,98%)
     Rusă (1,88%)
     Română (1,88%)
Conform recensământului din 2001, majoritatea populației localității Iazvînkî era vorbitoare de ucraineană (94,98%), existând în minoritate și vorbitori de rusă (1,88%) și română (1,88%).

## Legături externe
- pl Jaźwinki în Dicționarul geografic al Regatului Poloniei și al altor țări slave, volum III (Haag — Kępy) anul 1882

- pl Jaźwinki în Dicționarul geografic al Regatului Poloniei și al altor țări slave, volum XV, p. 2 (Januszpol — Wola Justowska)1902